# Jean-Baptiste Élissalde
Jean-Baptiste Élissalde (La Rochelle, 23 de noviembre de 1977) es un exjugador francés de rugby que se desempeñaba como medio scrum. Actualmente es entrenador de backs del Stade Toulousain.

## Biografía
Su padre es el entrenador Jean-Pierre Élissalde y su abuelo materno; Laurent Bidart también fue internacional con Les Blues. Jean-Baptiste debutó en primera en 1997 siendo su padre entrenador del Stade Rochelais. Ganó la Copa de Francia en 2002, destacándose en la competición por lo que fue contrato al finalizar la temporada por el Stade Toulousain donde en mayo de 2010, después de ganar la  Copa de Campeones de 2010, anunció su retiro. Debido al Mundial de Nueva Zelanda 2011 jugó un año más ya que la FFR comenzó la preparación de sus jugadores meses antes y el Stade Toulousain vio afectado a su medio scrum.

## Participaciones enCopas del Mundo
Élissalde jugó un solo Mundial; Francia 2007 donde Les Blues eran los favoritos pero trompezaron en la inauguración del torneo cayendo derrotados por Argentina 12-17 y terminaron segundos en el grupo. En un partido memorable, ganaron a los All Blacks 20-18 (éste fue el peor mundial de Nueva Zelanda), en semifinales enfrentaron a los vigentes campeones del mundo: el XV de la Rosa, siendo vencidos 9-14 y nuevamente perdieron ante los Pumas 10-34 por el tercer puesto.
| Mundial                       | Sede    | Resultado    | PJ | Pts |
| ----------------------------- | ------- | ------------ | -- | --- |
| Copa Mundial de Rugby de 2007 | Francia | Cuarto lugar | 7  | 47  |

## Palmarés

### Con clubes
- Campeón de la Copa de Campeones de 2002/03, 2004/05 y 2009/10.
- Campeón del Top 14 de 2008 y 2011.
- Campeón de la Copa de Francia de 2001/02.

### Selección nacional
- Campeón del Torneo de las Seis Naciones de 2004 con Grand Slam, 2006 y 2010 con Grand Slam.